# Roman (literatură)

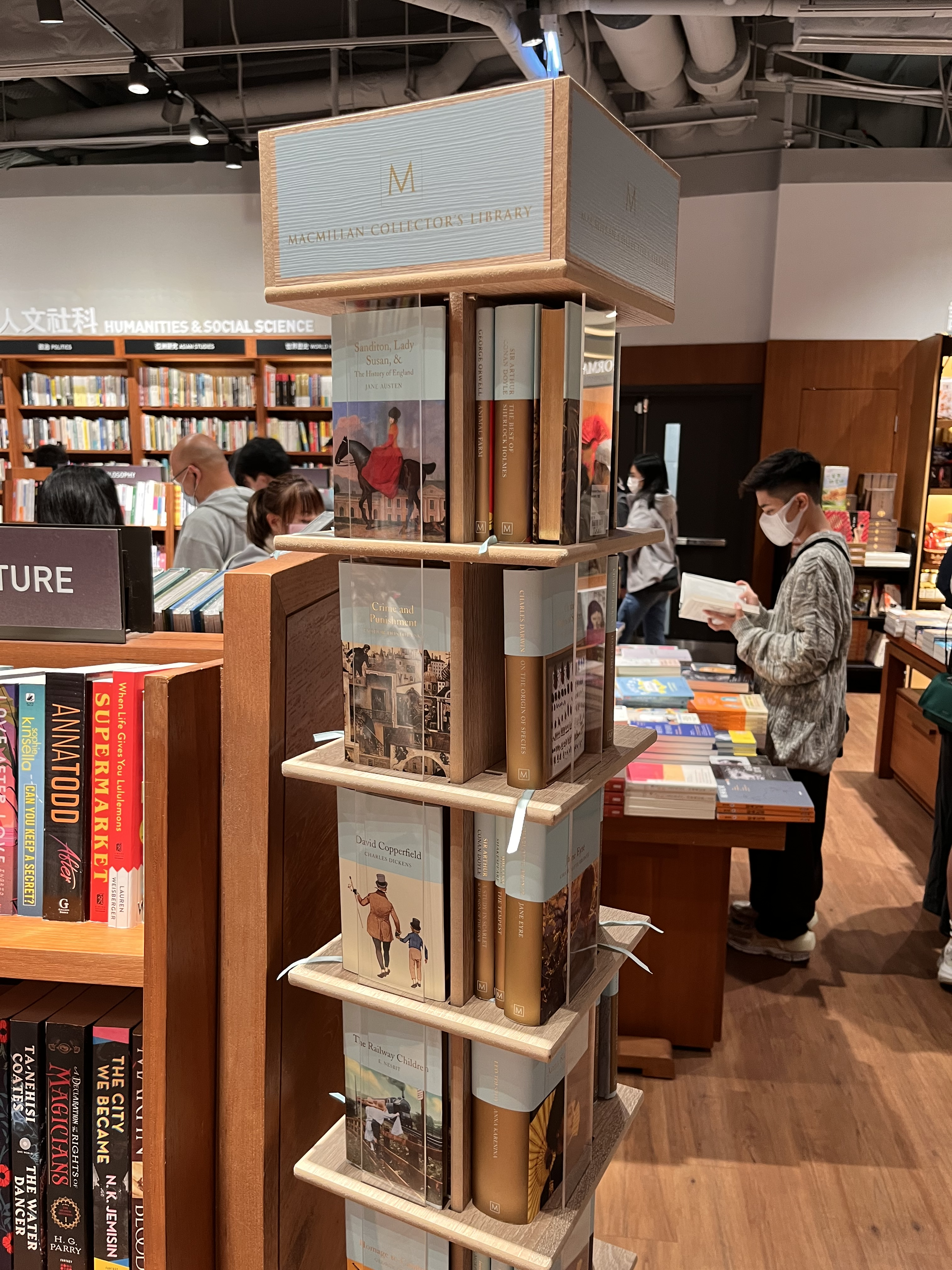
Romane într-o librărie din Hong Kong (Crimă și pedeapsă, Anna Karenina, Jane Eyre)

Romanul este specia genului epic, în proză, de mare întindere, cu o acțiune complexă care se desfășoară pe mai multe planuri narative, cu personaje numeroase a căror personalitate este bine individualizată și al căror destin este determinat de trăsături, de caracter și de întâmplările ce constituie subiectul operei. 
Romanul poate fi istoria unui accident, unui incident, poate fi o lume, o lume fictivă, detaliată până la ultima resursă posibilă de imaginație a scriitorului respectiv. Este cea mai adâncă formă în scris existentă. Nu e neapărat structurată pe planuri de acțiune, dar implică niveluri de semnificație paralele.
Structura romanului este dialogică, potrivit formalistului rus Bahtin sau panoramică, potrivit altor teoreticieni ai romanelor.
În mod curent un roman este o ficțiune în proză de dimensiuni mari. Poate fi un roman de acțiune, polițist, de dragoste poate prezenta valori psihologice sau doar un studiu social.
Cum spunea Raymond Queneau, „nu contează dacă cineva privește un număr nedeterminat de personaje aparent reale într-un spațiu ficțional prelungit de-a lungul unui număr nedeterminat de pagini sau capitole. Rezultatul va fi întotdeauna un roman”.
Naratologia îl definește însă drept o operă extinsă în proză care are forma unei povestiri în cele mai multe dintre cazuri. Romanul este mai lung și mai complex decât o povestire sau o nuvelă și nu respectă restricțiile impuse prezente în teatru sau poezie.

## Originea termenului
Pe la mijlocul secolului al XII-lea, în Franța „roman” însemna orice scriere care nu era în limba latină (ci într-unul din numeroasele dialecte populare - franceza timpurie). Dezvoltarea prozei începând cu secolul al XIII-lea face ca termenul să capete sensul mai restrâns de lucrare a genului narativ: povestire în care un autor descrie peripețiile unui erou, cavaler, sau în orice caz un personaj remarcabil.

## Caracteristici
Romanul este o creație epică în proză de mari dimensiuni cu o acțiune complicată și de mare întindere, structurată pe mai multe planuri la care iau parte numeroase personaje, dintre care unora li se realizează un portret amplu iar intriga este complicată. Apar indicii de timp și spațiu. Întâmplările romanului se petrec în interval mare de timp și în mai multe locuri. Fiindcă este o creație epică are un subiect structurat pe momentele subiectului. În roman apar conflicte puternice: principale și secundare; exterioare și interioare. 
- Romanul are o structură narativă amplă;
- Permite desfășurarea subiectului în planuri paralele;
- Combină nuclee narative distincte;
- Folosește un număr mare de personaje, deosebite ca pondere în ansamblul epic;
- Prezintă destinul unor personalități bine individualizate sau al unor grupuri de indivizi;
- Cunoaște o mare varietate de forme.